# HB Jassin
HB Jassin, właśc. Hans Bague Jassin (ur. 31 lipca 1917 w Gorontalo, zm. 11 marca 2000 w Dżakarcie) – indonezyjski pisarz i krytyk literacki.
Kształcił się na Wydziale Literatury Uniwersytetu Indonezyjskiego. W latach 1958–1959 studiował komparatystykę literacką na Uniwersytecie Yale. W 1975 roku otrzymał tytuł doktora honoris causa Uniwersytetu Indonezyjskiego. Pełnił funkcję redaktorską w wielu pismach indonezyjskich, m.in.: „Mimbar Indonesia”, „Zenith”, „Kisah”, „Sastra”, „Seni”, „Horison”.